# 松浦隆信 (平戶藩主)
松浦隆信（日语：／ Matsura Takanobu，1592年1月13日—1637年7月16日），日本江戶時代初期大名，平戶藩第3代藩主、平戶松浦氏第28代當主。他與曾祖父道可使用相同的名乘。
松浦隆信是第2代藩主松浦久信的長子。他母親松東院（教名Mencia）是基督徒。幼年時，他接受父親的洗禮，成為一個基督徒。1602年（慶長7年）父親去世後，他繼任家督之位。翌年，祖父松浦鎮信（法印）帶著他前往江戶謁見將軍德川家康。
1613年（慶長18年），平戶城遭受火災，部份被燒毀。同年，江戶幕府發佈禁教令，他宣佈棄教。後皈依臨濟宗，受戒出家，法名向東宗陽。翌年接受德川家康的命令，拆毀藩內的教堂。1614年（慶長19年），祖父鎮信去世後，他一改祖父的政策，强行介入平戶貿易，因而遭受重大損失，被英國人蔑稱為「蠢貨大人」（Foolish tono）。
1615年（元和元年），他被允許參加大坂夏之陣，然而到達的時候戰爭已經結束，便來到二俣城拜謁德川家康，得到德川秀忠所領安堵的朱印狀。此後在江戶居住了十年，直到1629年（寬永6年）才回到平戶藩。1637年（寬永14年）去世，葬於下谷廣德寺，法號正宗院殿前壹州大守向東宗陽大居士。